# 柳江水上音乐喷泉
柳江水上音乐喷泉是中華人民共和國廣西壯族自治區柳州市柳江江面上的一個噴泉，位于柳江大桥与文惠大桥之间，是亞洲最大的水上音乐景观喷泉，於2012年10月1日對外開放。该音乐喷泉长315米，宽40米，共设有832套喷头。